# ARTERY VEIN
ARTERY VEIN（アートリーベイン）は、今井麻美と喜多村英梨の二人によって2010年から活動している日本の声優ユニット。MAGES.相関の5pb.Recordsレーベル（音楽制作）/EARLY WING（マネージメント）に所属している。

## 概要
2009年12月末、5pb.のゲーム『コープスパーティー ブラッドカバー リピーティッドフィアー』の制作発表に合わせる形でデビューを発表、2010年8月25日に同作品のエンディングテーマとしてデビューシングル『Confutatisの祈り』をリリースした。
ARTERY VEINは、動脈（英: artery）と静脈（英: vein）を意味する。これは、“動”の喜多村英梨、“静”の今井麻美を示している。このため、一部インタビュー等では、喜多村のことを「ARTERYさん」、今井のことを「VEINさん」と呼び、それぞれキャラクターを作り上げている。

## 略歴
2009年
- 12月、デビュー発表。

2010年
- 8月25日、1stシングル「Confutatisの祈り」を発売。

2011年
- 4月20日、2ndシングル「ラスト・ジャッジメント」を発売。
- 8月24日、3rdシングル「パンドラの夜」を発売。

2012年
- 3月7日、1stアルバム「ARTERY VEIN」を発売。
- 8月8日、4thシングル「陽炎」を発売。

2013年
- 7月24日、「白い風景」、OVA「コープスパーティー Tortured Souls -暴虐された魂の呪叫-」Blu-ray BOX同梱特典[3]。

2014年
- 7月24日、「Translucent days」、PSV用ゲームソフト「コープスパーティー BLOOD DRIVE」限定版同梱特典オリジナルサウンドトラックCD収録[4]。
- 11月1日、「AMAZING SOUL FES 2014 -飛翔-」を出演[5]。

## ディスコグラフィ

### シングル
| 枚  | 発売日        | タイトル               | 規格品番  | オリコン 最高位 |
| --- | ------------- | ---------------------- | --------- | --------------- |
| 1st | 2010年8月25日 | Confutatisの祈り       | VGCD-1064 | 71位            |
| 2nd | 2011年4月20日 | ラスト・ジャッジメント | FVCG-1147 | 76位            |
| 3rd | 2011年8月24日 | パンドラの夜           | FVCG-1169 | 135位           |
| 4th | 2012年8月8日  | 陽炎                   | FVCG-1206 | 93位            |

### アルバム
| 枚  | 発売日       | タイトル    | 規格品番  | オリコン 最高位 |
| --- | ------------ | ----------- | --------- | --------------- |
| 1st | 2012年3月7日 | ARTERY VEIN | FVCG-1192 | 77位            |

### その他の楽曲
| 発売日        | 商品名 | 歌                   | 楽曲                      | 備考                                                                                |
| ------------- | --- | -------------------- | ------------------------- | ----------------------------------------------------------------------------------- |
| 2010年8月12日 | 『コープスパーティー ブラッドカバー リピーティッドフィアー』初回限定版特典CD「厄払い音楽盤」               | ARTERY VEIN          | 「闇に濡れたCatastrophe」 | PSP用ゲームソフト『コープスパーティー ブラッドカバー リピーティッドフィアー』挿入歌 |
| 2010年8月12日 | 『コープスパーティー ブラッドカバー リピーティッドフィアー』初回限定版特典CD「厄払い音楽盤」               | VEIN（今井麻美）     | 「闇に濡れたCatastrophe」 |                                                                                     |
| 2010年8月12日 | 『コープスパーティー ブラッドカバー リピーティッドフィアー』初回限定版特典CD「厄払い音楽盤」               | ARTERY（喜多村英梨） | 「闇に濡れたCatastrophe」 |                                                                                     |
| 2013年7月24日 | OVA『コープスパーティー Tortured Souls -暴虐された魂の呪叫-』Blu-ray BOX 同梱特典 SPECIAL VOCAL COLLECTION | ARTERY VEIN          | 「白い風景」              | OVA『コープスパーティー Tortured Souls -暴虐された魂の呪叫-』挿入歌                 |
| 2013年7月24日 | OVA『コープスパーティー Tortured Souls -暴虐された魂の呪叫-』Blu-ray BOX 同梱特典 SPECIAL VOCAL COLLECTION | VEIN（今井麻美）     | 「白い風景」              |                                                                                     |
| 2013年7月24日 | OVA『コープスパーティー Tortured Souls -暴虐された魂の呪叫-』Blu-ray BOX 同梱特典 SPECIAL VOCAL COLLECTION | ARTERY（喜多村英梨） | 「白い風景」              |                                                                                     |
| 2014年7月24日 | 『コープスパーティー BLOOD DRIVE』限定版同梱特典オリジナルサウンドトラックCD                               | ARTERY VEIN          | 「Translucent days」      | PSV用ゲーム『コープスパーティー BLOOD DRIVE』エンディングテーマ                     |

## タイアップ曲
| 曲名                   | タイアップ                                                                                          |
| ---------------------- | --------------------------------------------------------------------------------------------------- |
| Confutatisの祈り       | PSP用ゲームソフト『コープスパーティー ブラッドカバー リピーティッドフィアー』エンディングテーマ     |
| 闇に濡れたCatastrophe  | PSP用ゲームソフト『コープスパーティー ブラッドカバー リピーティッドフィアー』挿入歌                 |
| Splendid Flowers       | PS2用ゲームソフト『花と乙女に祝福を〜春風の贈り物〜』オープニングテーマ                             |
| ラスト・ジャッジメント | Xbox 360用ゲームソフト『ファントムブレイカー』オープニングテーマ                                    |
| パンドラの夜           | PSP用ゲームソフト『コープスパーティー Book of Shadows』エンディングテーマ                           |
| 陽炎                   | 3DS用ゲーム『閃乱カグラ Burst -紅蓮の少女達-』エンディングテーマ                                    |
| 月幻                   | PSP用ゲームソフト『コープスパーティー -THE ANTHOLOGY- サチコの恋愛遊戯♥Hysteric Birthday 2U』挿入歌 |
| 白い風景               | OVA『コープスパーティー Tortured Souls -暴虐された魂の呪叫-』挿入歌                                 |
| Translucent days       | PSV用ゲーム『コープスパーティー BLOOD DRIVE』エンディングテーマ                                     |

## 出演

### ラジオ
- 今井麻美・喜多村英梨のRADIO コープスパーティー!（2010年4月16日 - 8月31日）
- ARTERY VEINの小部屋（2011年5月 - 9月）

### テレビ番組
- ユカフィンTV（第2回、2012年3月7日）

### ライブDVD
- Live5pb.2010@JCB Hall（2011年4月27日）

### ライブイベント
| 形態       | タイトル                                     | 公演日・会場                                                   |
| ---------- | -------------------------------------------- | -------------------------------------------------------------- |
| ゲスト出演 | ARTERY VEIN×コープスパーティーLive stage！！ | 全1公演：2010年3月21日、幕張メッセ『萌え博2010』メインステージ |
| ゲスト出演 | Live5pb. 2010                                | 全1公演：2010年10月16日、JCBホール                             |
| ゲスト出演 | Live5pb. 2011                                | 全1公演：2011年10月16日、JCBホール                             |
| ゲスト出演 | AMAZING SOUL FES 2014 -飛翔-                 | 全1公演：2014年11月1日、Zepp TOKYO                             |